# Roth bei Rosbach
Roth bei Rosbach war ein Ortsteil der Gemeinde Windeck im Rhein-Sieg-Kreis. Es bildet heute den südlichsten Teil von Rosbach.

## Lage
Roth liegt auf den Hängen des Leuscheid. Nachbarort im Westen ist Helpenstell, ehemalige Nachbarorte waren Rüddel im Osten, Obernau im Südosten und Lindenpütz im Norden.

## Geschichte
Roth gehörte zum Kirchspiel Rosbach und zeitweise zur Bürgermeisterei Dattenfeld.
1830 hatte Roth 59 Einwohner.
1845 hatte der Weiler 63 evangelische Einwohner in 13 Häusern. 1863 waren es 73 Personen. 1888 gab es 80 Bewohner in 14 Häusern.
1962 wohnten hier 178 Einwohner und 1976 211.
In Roth befindet sich die Rettungswache der Gemeinde.